# 瓦迪斯瓦夫·西科尔斯基
瓦迪斯瓦夫·歐根紐什·西科尔斯基（波蘭語：Władysław Eugeniusz Sikorski，1881年5月20日—1943年7月4日），波兰军事与政治领导人。他出生于图舒夫-纳罗多维村，现属波兰东南部喀尔巴阡山省，但在当时处在奥匈帝国的统治之下，而奥匈帝国正是18世纪瓜分波兰的三个国家之一。第一次世界大战前，他建立并参与了几个意图让波兰重新独立的地下组织。他在一战时作为波兰军团的士兵，后来在波苏战争（1919年－1921年）中为波兰军队服役，屡建战功。西科尔斯基在波苏战争的华沙战役中发挥重要作用，原本苏军认为可以轻易获胜，但在这场战役中惊异于波兰的反击，并被这次反击牵制。
在波兰第二共和国的最初几年，西科尔斯基担任总理（1922年－1923年）和外交部长（1923年－1924年）等职。在约瑟夫·毕苏斯基发动五月政变（1926年），建立“萨纳齐亚”政府后，被新政权打入冷宫。直到1939年为止（包括1939年），他一直是反对派，并写了几部关于兵法和波兰外交关系的书。
第二次世界大战期间，西科尔斯基成为波兰流亡政府总理，波兰军队总司令，是波兰外交事业上的有力拥护者。他支持重新建立波兰和苏联之间的外交关系，波苏关系曾在莫洛托夫和里宾特洛甫签署苏德互不侵犯条约、德国发动波兰战役时遭到严重破坏。後來因为西科尔斯基坚持要求国际红十字会调查卡廷大屠杀，苏联领导人约瑟夫·斯大林在1943年4月宣布断绝波苏关系。
1943年7月，西科尔斯基乘坐的飞机在从直布罗陀起飞后就立刻坠入水中，机上人员全部遇难。西科尔斯基的死因尚存争议，空难和他的去世被人掺入了很大成分的阴谋论因素。调查人员后来得出结论，称西科尔斯基之死只与空难有关。（详细情况参见章节死亡的争议）。

## 早年生涯与一战
西科尔斯基出生在奥匈帝国统治下的加利西亚的图舒夫-纳罗多维。他的父亲是没落的波兰贵族托马什·西科尔斯基（属于科帕希纳支系）；他的母亲是艾米莉亚·哈布罗夫斯卡。1898年西科尔斯基在热舒夫科纳尔斯基高级中学就读，但他的母亲让他辍学，送他到一名教师的研讨班中去。1902年西科尔斯基在利沃夫通过了高中结业考试。从那年起，年轻的西科尔斯基就开始在利沃夫理工学院研究工程学，专攻道路与桥梁工程。毕业后他在加利西亚政府机关工作，负责石油工业。1906年西科尔斯基志愿在奥匈帝国军队服役一年，在奥地利军事学院就读，得到军官文凭，成为预备役少尉（podporucznik rezerwy）。1909年他与奥尔加·海伦娜·祖布热夫斯卡结婚。
1907年西科尔斯基加入地下组织波兰社会党，该党致力于让波兰重获主权。随后西科尔斯基见到约瑟夫·毕苏斯基。因受过军事教育，他开始向其他积极分子教授战术。1908年，西科尔斯基同马里安·库凯尔、瓦莱雷·斯瓦维克、卡其米日·索森科夫斯基、维托尔德·约德科-纳尔凯维奇和亨里克·明凯维奇在利沃夫成立秘密军事组织积极斗争联盟（Związek Walki Czynnej），目的是组织反抗俄罗斯帝国的起义，而俄罗斯帝国也是在18世纪瓜分波兰的三个国家之一。1910年，同样在利沃夫，西科尔斯基组织射击同盟（Związek Strzelecki），为联合独立党派委员会 （Komisja Skonfederowanych Stronnictwo Niepodległościowych）提供军火。

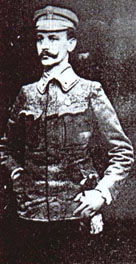
1918年的西科尔斯基

1914年一战爆发，西科尔斯基从此时起成为国家最高委员会（Naczelny Komitet Narodowy）军事部部长，直到1916年一直担任此职。后来，作为克拉科夫波兰军团长官，他负责为军团征募新兵。波兰军团是由约瑟夫·毕苏斯基建立的军事组织，意欲让波兰从俄罗斯帝国、奥匈帝国和德意志帝国的统治下独立。军团最开始与奥匈帝国联盟一起对抗俄罗斯帝国。自1916年起，西科尔斯基与毕苏斯基之间的矛盾越来越大，西科尔斯基提倡继续与奥匈帝国合作，而毕苏斯基却认为奥匈帝国和德国破坏了波兰人民对他们的信任。1917年6月，毕苏斯基拒绝接受奥匈帝国让波兰军团效忠奥匈帝国国王的命令（即“宣誓冲突”，kryzys przysięgowy），并被拘留在马格德堡要塞，这时西科尔斯基回到奥匈帝国军队。1918年西科尔斯基最终决定同意毕苏斯基的意见（随后像毕苏斯基一样被关了起来），从那时起，两位杰出的波兰领导人分道扬镳，渐行渐远。

## 波苏战争
1918年，俄罗斯、德意志两大帝国灭亡，波兰再次成为独立国家，然而，波兰第二共和国的疆界还没有确定。其中东部边界会在波兰军队与乌克兰军队、立陶宛军队、以及苏联军队之间逐步升级的冲突中确定下来，这些冲突中最突出的便是波苏战争（1919年-1921年）。时任波军加利西亚地区总司令的西科尔斯基，在波乌战争中保卫了普热梅希尔，又在波苏战争的开始阶段参与解放利沃夫和普热梅希尔。在后来的1920年初，波军发动基辅行动，这时的西科尔斯基指挥波里希集团军。他与波兰盟军使节团的法国将军马克西姆·魏刚有着良好的工作关系。
1920年4月，苏联红军发动反击，击退了波兰军队并入侵波兰。随后西科尔斯基未能守住布列斯特要塞，但因在华沙战役中指挥波兰第5军（维斯瓦河下游前线）而名扬四方。那时轻敌的苏军惊讶于波兰的反击，兵力也被其削弱。在那场战役（有时也称作“维斯瓦河的奇迹”）中，西科尔斯基阻止红军前进到华沙北部，给予约瑟夫·毕苏斯基准备反击的时间；西科尔斯基因其英勇表现，得到了波军最高级别勋章勇敢勋章。华沙战役后，西科尔斯基在利沃夫战役后半段和扎莫希奇战役中指挥第3军，并在随后的尼曼河战役中进军拉脱维亚，深入白俄罗斯。波军击败苏军，在波苏两国之间签署的里加条约（1921年3月）中，波兰得到了来自白俄罗斯和乌克兰的大面积地区。西科尔斯基名望上升，成为了波兰人心目中的波苏战争英雄之一。他在1923年完成的《在维斯法河和弗克拉河》（Nad Wisłą i Wkrą）中，描述了他在战争中的角色。

## 波兰灭亡前

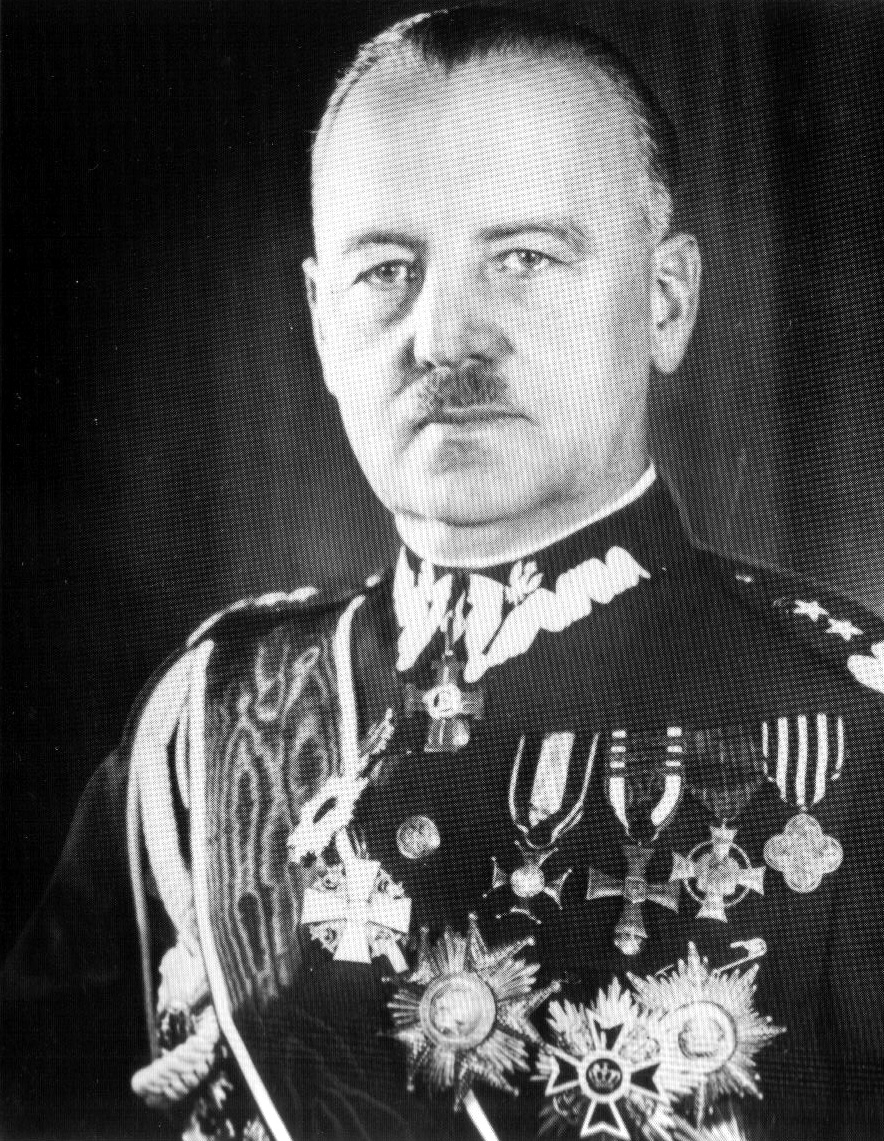
1923年的西科尔斯基

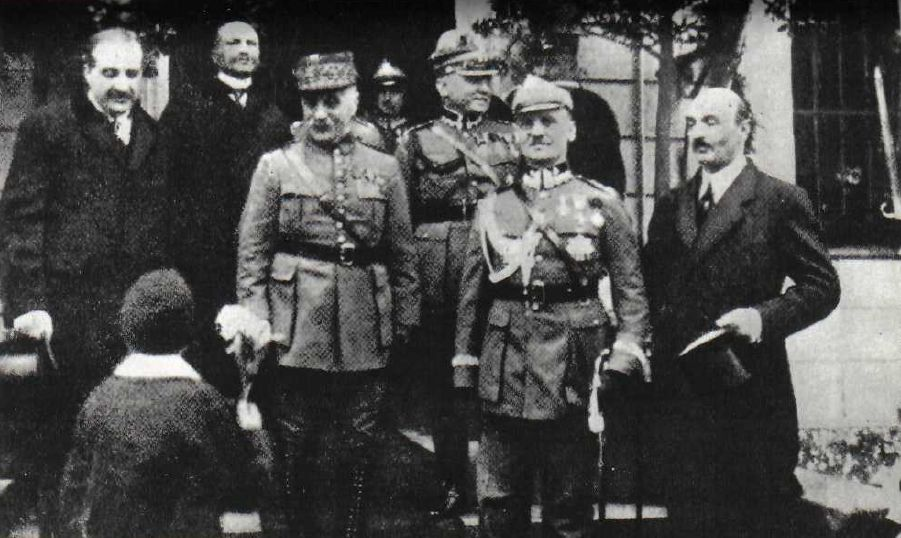
西科尔斯基与法国元帅福煦

1921年4月西科尔斯基接替毕苏斯基成为波兰军队总司令与波军总参谋部部长。1922年至1925年间，他一直身居高位。在波兰总统加布列尔·纳鲁托维奇遇刺后，波兰下议院议长马切伊·拉塔伊任命西科尔斯基为总理。在1922年12月18日到1923年5月23日间，西科尔斯基一直担任总理兼外交部长，甚至被认为会成为总统。在短暂地担任总理时，他受到人民的欢迎。他推行必要的改革，制定以加强国际联盟对波兰的支持与交流、加强法波交流为导向的外交政策。他还让英国、法国和美国承认波兰的东部边界。在1923年至1924年间，西科尔斯基担任步兵总检阅官（Generalny Inspektor Piechoty）。1924年2月到1925年，在瓦迪斯瓦夫·格拉布斯基担任总理时，西科尔斯基担任军事部长，引导波兰军队走向现代化道路；他也建立了边疆保卫军团。但他的建议加大了军事部长的权利，减小了军队总检阅官的权利，遭到了毕苏斯基的坚决反对，但后者在那时遭到了很多来自政府的反对意见。自1925年到1928年，西科尔斯基指挥司令部所在地位于利沃夫的第四军区（Okręg Korpusu）。
作为议会制度的倡导者和支持者，在约瑟夫毕苏斯基于1926年发动受到大多数军官支持的五月政变时，西科尔斯基保持中立。没过多久，在毕苏斯基成立半独裁性质的萨纳齐亚政权时，西科尔斯基加入反毕苏斯基阵营。1928年，西科尔斯基的公共职务遭毕苏斯基解除，被打入冷宫。
1936年，西科尔斯基与一些波兰杰出政治家（文岑蒂·维托斯、伊格纳奇·扬·帕德雷夫斯基、约瑟夫·哈勒尔将军）加入反萨纳齐亚政权组织莫日前线，同时离开政坛，在法国巴黎度日，在法国圣西尔军校任职。他根据在波苏战争中的经验，写了一本关于未来机动战的书《未来战争：其可能性、角色、与国防相关的问题》（Przyszła wojna– jej możliwości i charakter oraz związane z nimi zagadnienia obrony kraju；1934年出波兰语版和法语版，1943年出英语版），预测了下一次世界大战的规模，并提出了与德国“闪电战”类似的进攻方式。他也许与法国的戴高乐、俄罗斯的图哈切夫斯基一起成为“闪电战”理论的创始人。这本书在波兰没受注意，却被其他国家（尤其是苏联）的军官仔细研究。在这时，他也写了其他的一些书和很多文章、预测，其中还提到了德国势头迅猛的军国主义和西方绥靖政策的可怕后果。在1938年国际形势恶化时，西科尔斯基回到了波兰，希望能为他的国家贡献更多。

## 流亡政府总理
1939年9月，德国入侵波兰，波军总司令爱德华·雷兹-希米格维元帅拒绝让西科尔斯基指挥军队。西科尔斯基途经罗马尼亚逃往巴黎，9月28日，西科尔斯基加入了瓦迪斯瓦夫·拉奇凯维奇和斯坦尼斯瓦夫·米科瓦伊奇克组建的波兰流亡政府，自9月30日就任流亡政府总理。
他维持了波兰政府的延续性，得到了波兰占领区人民的尊重与承认。担任流亡政府总理时，西科尔斯基就象征着百万波兰人民的希望与梦想，就像一句话说的那样“太阳越高，西科尔斯基越近。”（波兰语："Gdy słoneczko wyżej, to Sikorski bliżej"）。11月7日，他成为了总司令与军队总检阅官（Naczelny Wódz i Generalny Inspektor Sił Zbrojnych）。
虽然波兰领土被占领，流亡政府仍然得到西方盟国的承认，依然指挥着人数众多的波兰军队：波兰海军乘船来到英国；好几千波军经由罗马尼亚、匈牙利，或是穿越波罗的海逃出波兰。这些路线一直被来自波兰的被拘留的士兵和志愿者使用，直到战后。而使用这些路线的人则打趣地自称为“西科尔斯基旅客”，这些人在他们危险的逃难路上乘船行进，一旦被德国人或他们的盟友抓到，这些人就会被杀或被关押至集中营。随着兵员数目稳定地增长，新波兰军队随后在法国与法属叙利亚重组。
1940年波兰高地旅参与纳尔维克战役（挪威），两支波兰师参与法国战役，而一支摩托化旅和两支步兵师也开始组建。波兰独立喀尔巴阡山旅在法属叙利亚成立，大批从罗马尼亚逃出的波军部队都会逃往法属叙利亚。驻扎在法国的波兰空军拥有86架飞机，分为四个中队。其中一个半中队已整装待命，剩余的仍在训练中。那时波兰在同盟国中兵力排到第三，仅仅在法国就有84000名士兵。
虽然在法国战役后大批波兰军员在战场上牺牲或被扣押在瑞士，但是西科尔斯基将军拒绝法国元帅菲利普·贝当向德国投降的提议。1940年6月19日 ，西科尔斯基会见英国首相温斯顿·丘吉尔，保证波军将会跟英国一道战斗到底。西科尔斯基与流亡政府迁至伦敦，能够将大批波军部队撤至英国。在1940年8月4日签署波英军事条约后，他们继续发展并训练波兰军队。有经验的波兰驾驶员参与了英国战役，波兰303战斗机中队成为此役中击杀敌军人数最多的同盟国军中队。在亲德的维希法国政府成立，法军被裁军后，处在英国和中东的波兰军队就成为了仅次于英国的第二大同盟国军队。

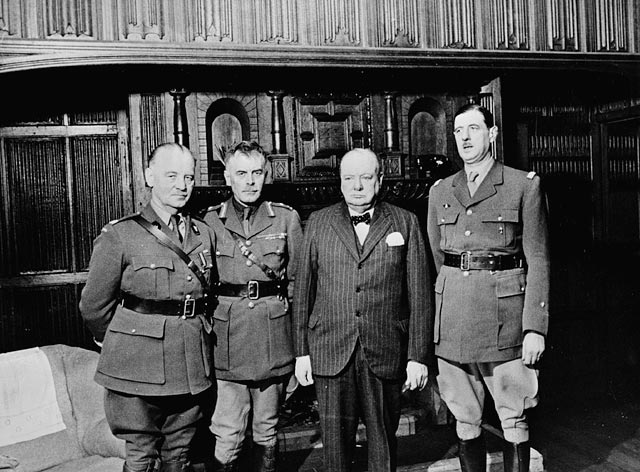
西科尔斯基（左）与丘吉尔、戴高乐

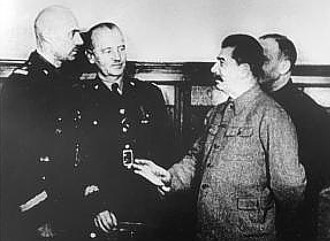
瓦迪斯瓦夫·安德尔斯、西科尔斯基与斯大林（1941年）

在1941年6月德国入侵苏联（巴巴罗萨行动）后，西科尔斯基才第一次意识到战争的局势发生了彻底的变化。在英国外交部官员安东尼·艾登的大力支持下，西科尔斯基在1941年7月30日于伦敦与苏联驻英国大使伊凡·麦斯基展开磋商，重建波兰与苏联之间的外交关系，这两国关系曾在苏联1939年9月入侵波兰后破裂。该年后，西科尔斯基带着一支外交使节团（其中包括未来的波兰驻苏联大使斯坦尼斯瓦夫·科特和波兰驻苏联军事使节团團長齐格蒙特·希什科-博胡什）来到莫斯科。这时波兰政府与苏联达成协定（1941年8月17日的西科尔斯基-迈斯基协定），西科尔斯基为该协定的缔造者，该协定在该年12月得到斯大林的肯定。斯大林同意让1939年苏德莫洛托夫-里宾特洛甫条约作废，这份条约确定苏德共同瓜分波兰。斯大林又释放了被关押在苏联拘留营的几万波兰战俘。根据波兰流亡政府与斯大林签署的协议，苏联准许“大赦”大量波兰人，这些波兰人在瓦迪斯瓦夫·安德尔斯的领导下组成了一支75000人的军队（波兰第二军），后来撤至中东，当时那里英军军力及其薄弱。但是，还有几千波兰军官下落不明两年以上，这既对波苏关系，也对西科尔斯基的命运有着重大影响。
无论如何，西科尔斯基随后意识到苏联对波兰领土有所企图，而这对波兰人民而言是不能接受的。苏联在莫斯科战役取得他们第一次较大的胜利后，就展开了外交攻势。1942年1月，苏联通过外交渠道显示他们拥有利沃夫的所有权。1月26日，英国外交官斯塔福德·克里普斯告诉西科尔斯基斯大林计划给予波兰德国的东普鲁士地区，但要吞并波兰的东部地区（即Kresy），恢复原来在凡尔赛通过的寇松线，将整个波兰往西移。
西科尔斯基对东部边界的态度并非不可动摇；在美国总统罗斯福于1942年12月的备忘录中，西科尔斯基预见到波兰东部领土将会失去，并计划让波德边界往西移，波兰获得“从奥得河到尼斯河的地区，以及尼斯河左岸的桥头堡”。 这种观点让美国的波兰社团疏远了西科尔斯基；西科尔斯基在1942年12月称这场战争“与边界无关”，这让某些团体视西科尔斯基是力求获得罗斯福的支持的保人。
西科尔斯基在1942年会见英国外交大臣安东尼·艾登，商讨波兰的未来。他将波兰的安全与欧洲的安全联为一体，提议成立新的波兰立陶宛联邦，由一位英国亲王统治。他也称“让350万犹太人在战后依然留在波兰……是完全不可能的。必须在别处寻找犹太人的容身之处。”

## 卡廷
1943年．苏联与波兰流亡政府之间脆弱的关系终于完全破裂，该年4月13日，德国人在俄罗斯斯摩棱斯克附近的卡廷要塞上发现了20000名波兰军官的遗体，这些波兰军官皆是被苏军杀害，埋入万人坑中的。斯大林宣称这些波兰军官是被德军杀害的， 而约瑟夫·戈培尔利用卡廷大屠杀进行宣传，成功地破坏了波兰、西方盟国和苏联之间的关系。直到1990年代前，苏联都拒不承认其对卡廷大屠杀和其他类似的对波兰军官的屠杀负有责任。
西科尔斯基不接受苏联的说法，在4月16日请求国际红十字会调察此事，苏联指责流亡政府与纳粹德国合作，在4月26日断绝双边关系。那时苏联的意图变得清晰：斯大林想要有势力承认他当时对波罗的海国家的吞并，将波苏边界恢复为寇松线，而流亡政府永远不会承认这条边界，因为这条边界意味着波兰丧失三分之一的领土。
最终，苏联通过利用对这次屠杀的争论断绝了与波兰流亡政府的关系，而这次屠杀本来就是苏军对波军的暴行。他们也达到了为由共产主义政权支持的波兰政府（波兰国家解放委员会）扫清障碍的目的，而这个政府完全符合苏联的要求。斯大林随后开始让西方盟国承认由苏联支持的政府。该政府的领导人是坚定的共产主义者万达·瓦西莱夫斯卡，她在最高苏维埃上拥有席位。这个政府还有俄罗斯第一波兰军指挥官、波兰全军总指挥齐格蒙特·贝尔灵将军的支持。

## 死亡

空难（1943年）后坠落在直布罗陀附近海面的西科尔斯基座机“解放者”，呈底朝天的状态，遇难时飞机起落架刚要收回

1943年7月4日，西科尔斯基视察完部署在中东的波兰军队后回来时，在直布罗陀遭遇空难，座机解放者II型轰炸机，标号AL523 ，在从直布罗陀机场起飞后16秒就在23时7分坠入海底。西科尔斯基、西科尔斯基之女、参谋长塔德乌什·克利梅茨基和其他人员合计7人遇难，只有飞行员爱德华·普尔哈尔（1911年-1984年）幸免于难。西科尔斯基随后葬于英格兰特伦特河畔纽瓦克的波兰战争纪念馆的衬砖墓地里，随后他的遗体又被转移到波兰克拉科夫瓦维尔主教座堂王室教堂地下室。除了证明遗体身份外，没有再进行法医检查。
2008年7月2日，枢机主教斯坦尼斯瓦夫·齐维什同意从瓦维尔主教座堂挖出西科尔斯基的遗体，以调查西科尔斯基的死因，尽管英国政府已经提供调查报告。2009年1月2日，波兰调查者得出结论，认为没有证据表明西科尔斯基是被谋杀的。

### 后事

西科尔斯基的葬礼，摄于伦敦

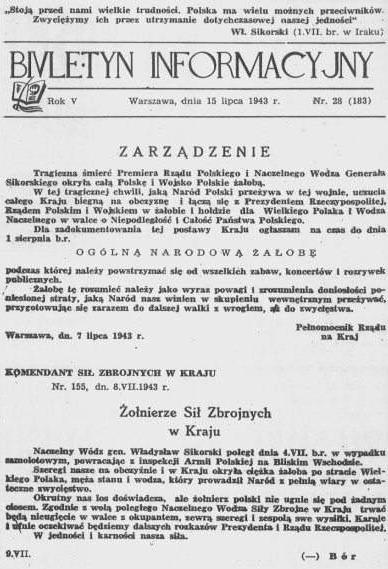
1943年7月15日的《消息小报》（Biuletyn Informacyjny），报道了将军瓦迪斯瓦夫·西科尔斯基之死，并确定国家哀悼日

坠机事件发生后不久，一位波兰官员含泪重复：“这是波兰的终结。这是波兰的终结。”这位官员目睹了自飞机起飞开始的坠机事件的全过程。西科尔斯基之死是波兰对英美联盟的影响力由强转弱的转折点。在他去世后，再没有一个波兰政治家能够对同盟国有如他一样的影响西科尔斯基生前是波兰流亡政府最具威信的领导者，他的死对波兰事业而言是一个巨大的障碍。在某些方面，西科尔斯基对西方盟国而言是死得其所，因为西方盟国发现波兰问题是与斯大林搞好关系的绊脚石。1943年4月苏联断绝与西科尔斯基政府的外交关系后，斯大林在5月和6月召回几名苏联大使：驻美大使马克西姆·李维诺夫、驻加拿大大使费奥多尔·塔拉索维奇·古谢夫和驻英大使伊凡·麦斯基进行“商议”。丘吉尔公开支持西科尔斯基政府，提醒斯大林他此前曾派人签署苏德互不侵犯条约，与德国一起入侵波兰，但同时又秘密地与罗斯福交谈，称承认会让波兰让步，以安抚强大的苏联。波兰在二战最开始几年对西方盟国至关重要，但随后在世界进入两大军事与工业大国——苏联和美国的冲突中时，其重要性渐渐变小，这时波苏冲突开始威胁西方盟国与苏联的合作。
西方盟国没有承认西科尔斯基的继任者斯坦尼斯瓦夫·米科瓦伊奇克的意图，以免威胁与苏联的关系。波兰没有出席德黑兰会议、雅尔塔会议和波茨坦会议。在西科尔斯基逝世四个月后，即1943年11月，丘吉尔和罗斯福在德黑兰同意斯大林的意见，违反大西洋宪章，将波兰寇松线以东的所有领土都让给苏联。
1944年夏，伦敦波兰流亡政府自始至终都在警告称，苏联在波兰扶植国家解放委员会，红军正在“解放”波兰。得到苏联承认的委员会在波兰只有有限的权力，而米科瓦伊奇克的伦敦政府被苏联称为“非法且未得到承认”。在1945年的波茨坦会议上，丘吉尔和斯大林确定了新的波兰临时政府的细节，伦敦波兰流亡政府在这个临时政府中只有较小的影响力， 红军对波兰共产主义者的支持进一步削弱了流亡政府的影响力。
像所有伦敦波兰流亡政府的拥护者一样，西科尔斯基在波兰人民共和国的形象也遭到了宣传机构的贬低和扭曲，那些忠于流亡政府的人被监禁甚至是被处决。波兰和国外的一些机构如西科尔斯基协会等依然保持着对西科尔斯基的记忆。波兰流亡政府依然存在。直到1990年波兰的共产主义时代结束，莱赫·瓦文萨成为后共产时代的第一位波兰总统，波兰流亡政府才成为历史。（一些媒体认为沃依切赫·雅鲁泽尔斯基是后共产时代的第一位总统）。
2003年，波兰下议院（瑟姆）宣布这一年（西科尔斯基逝世60周年）为“西科尔斯基将军年”。 为纪念西科尔斯基，伦敦波特兰广场立了他的雕像，其大小要大于真实的西科尔斯基。

### 死亡的争议
1943年，英国一个调查法院调查了西科尔斯基座机“AL 523”解放者II型轰炸机坠机事件，但没有发现空难的起因，只调查出这是场事故且“飞机因某些不能确定的原因而无法控制”。公众则将飞机失控归咎于保养不足。尽管已有调查，因为这次事件的政治背景，外加上情况比较奇怪，让人怀疑这次坠机事件并未事故，而是与苏联、英国、甚至与波兰内部的阴谋直接相关。
坠机事件发生6个月前，西科尔斯基在他中东视察的途中第一次来到直布罗陀，与此同时，伦敦波兰政府办公室收到电话，称西科尔斯基在一场发生在直布罗陀的空难中遇难，但伦敦波兰政府仅视此为恶作剧。有人经常提及西科尔斯基之前的两架座机经常发生事故。1942年11月30日，西科尔斯基迫降加拿大蒙特利尔的事件，就被怀疑是因为有人蓄意破坏。另一场事故则发生在3月。在直布罗陀，因为对重要人物的特别对待，登记者与机载货物无法确定，因此也无法确定从坠机地点打捞上来的遗体的身份；而包括西科尔斯基之女索菲亚在内的部分遗体还没被打捞上来。

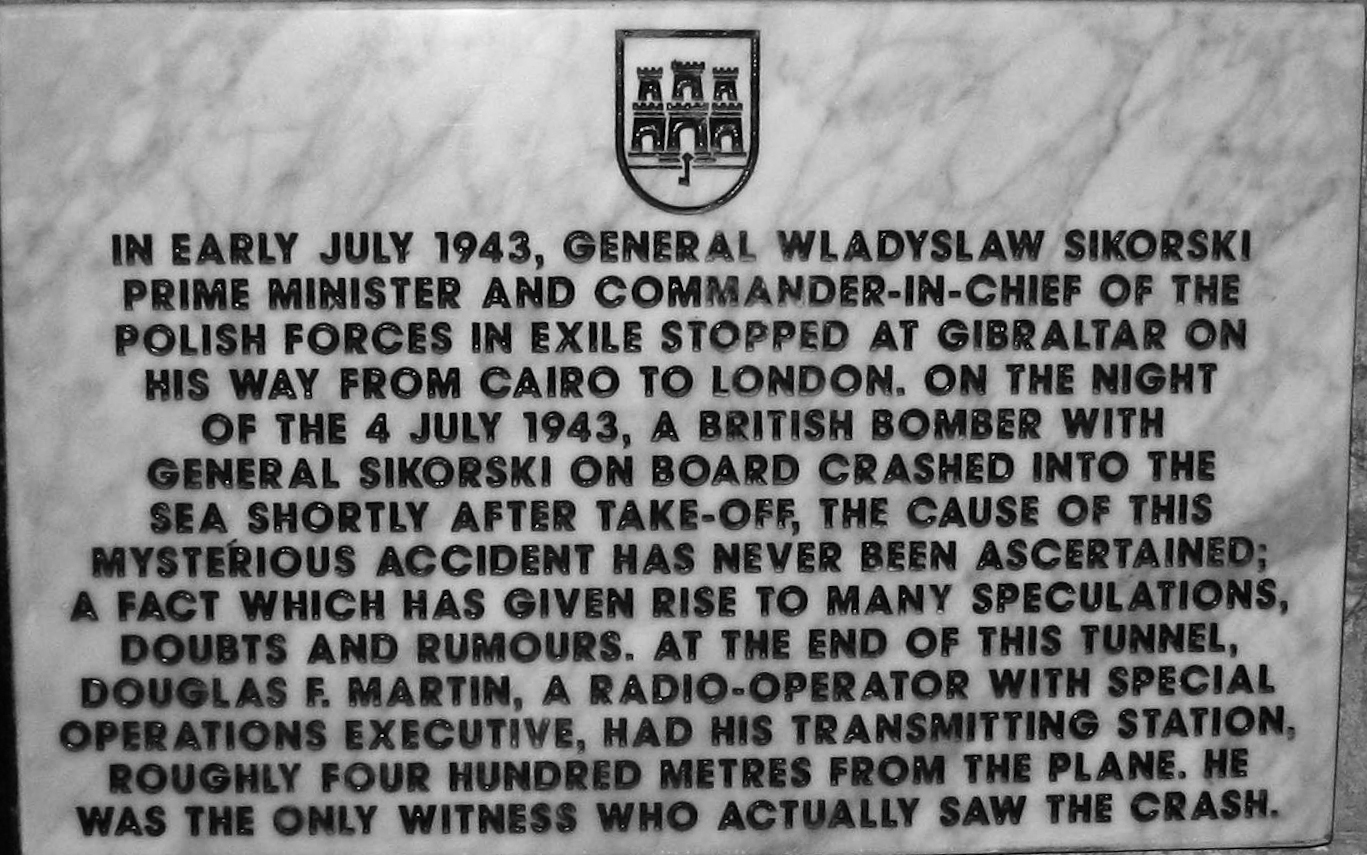
位于直布罗陀大围攻战壕尽头的西科尔斯基纪念匾

即使5具遗体尚未打捞上来，西科尔斯基的部分随员的身份还未确定，部分阴谋论者假定他们在空难中活了下来，随后遭到苏联劫持。假定存在的被劫持者包括西科尔斯基之女索菲亚·莱希尼奥夫斯卡，据称，精锐波兰突击队“齐霍切姆”成员之一塔德乌什·科贝灵斯基在苏联古拉格发现了莱希尼奥夫斯卡。据扬·科兹沃夫斯基称，科贝灵斯基在1945年（或1946年）试图召集波兰国民军人员解救莱希尼奥夫斯卡，但在边境被苏联特务俘虏，此后杳无音信。
西科尔斯基要求捷克人官员爱德华·普尔哈尔驾驶飞机。普尔哈尔是空难的唯一幸存者，他和其他飞行员一样不愿冒不必要的险，却因从不穿救生背心而著称——但这次从海上救援时，他却穿着救生背心。调察中他否认此事，后来又矛盾地归咎于坠机后的震动影响了他的行动和记忆——当然，是失忆了。后来他又解释称他在意识到飞机出现问题后，就本能地将背心套在了身上。
在西科尔斯基的飞机毫无防备地丢在直布罗陀机场的同时，一架苏联飞机在它的附近降落。这架飞机搭载苏联大使麦斯基和12位随员，或是身份不明的官员和士兵。这架飞机开往苏联，中途停留在一个不常用的非洲机场，而不是附近的经常被使用的机场，后者位于的黎波里附近的贝尼托城堡。目击者称苏联人在直布罗陀下榻于总督府，而西科尔斯基也停留在此地；但是麦斯基在1966年的一次采访中称他很清楚地记得那时他住在直布罗陀要塞，没发现西科尔斯基也在直布罗陀巨岩上。英国驻直布罗陀总督诺埃尔·马松-麦克法兰在来到直布罗陀前是英国驻莫斯科军事使节团首脑，据称马松-麦克法兰拒绝让麦斯基直到西科尔斯基在直布罗陀，以防止任何外交冲突。
在一份最近销密，记载日期为1969年1月24日，交给英国内阁秘书伯克·特伦德的简报中，受雇于内阁的退休飞行员罗宾·库珀在检查完战时调查结果后写到：“直布罗陀的安全无人在意，飞机停在直布罗陀机场后可供破坏的时机有很多。”尽管罗宾怀疑破坏已发生，或怀疑飞行员是故意让飞机坠入水中，但他又加了一句“西科尔斯基被英国人杀害的可能被排除在外。他被某个身份不详的人的可能不能不排除在外。”他称，飞机失控的调查结果好像是真的。“但是这点还有问题，那就是究竟是什么东西，或谁让飞机失控的。没有人能够提供一个令人满意的答复。”英国秘密情报局在伊比利亚半岛的反情报部门首脑是苏联双重间谍金·费尔比（1963年逃往苏联，后称在1940年代当过双重间谍）这一点毫无意义。在1941年前，费尔比曾担任特别行动部的指导者，这一部门负责敌后破坏与牵制行动。
西科尔斯基被暗杀的看法在战后依然持续，在1968年达到高峰，这时伦敦上演由德国作家罗尔夫·霍赫胡特编写的戏剧“士兵”。这部戏剧提出一个轰动性的看法，称除了温斯顿·丘吉尔外，没有人开始并进行这场阴谋。在1969年初，英国工党政府首相哈罗德·威尔逊在下议院演讲：“根本无迹像表明需要，或有理由重开调查。”这个哈罗德熟悉前面的所有情况（其中大部分随后归入保密级别，普通民众并不知道）。无论如何，1969年的结论在政治上宣布了1943年调查的结束。
任何有关阴谋的说法都未得到证实。另一方面，到2000年为止，只有一小部分关于西科尔斯基之死的英国情报文件被销密。剩余的大部分文件仍然保密，直到50至100年后为止。这些文件继续保密，英国情报部门拒绝公开信息以及这些信息隐藏的原因，目前尚无答复。利用屈指可数的可用文件，大多数历史学家都同意无法肯定西科尔斯基是死于事故还是被谁杀害了，而如果是谋杀的话，谋杀者也不得而知。对西科尔斯基之死的猜测还从包括德国、苏联、西方盟国、和甚至是波兰反对派之间的阴谋和这些势力各种各样的合作蔓延开来。
有人宣称1943年6月30日对斯特凡·罗韦茨基的逮捕与西科尔斯基将军之死和对国家武装部队（Narodowe Siły Zbrojne）指挥官伊格纳奇·奥杰维奇的逮捕相关，后者在1943年6月9日被捕。这件事的真相是在两个月内，波兰军队就失去了三位高层指挥官，两位被出卖给盖世太保，一位死于空难。
西科尔斯基座机坠机一事在1958年电影无声的敌人中出现，在这部电影当中，莱昂内尔·“庞然大物”·克拉布率领一干皇家海军潜水员潜入水中，在坠毁的飞机里寻找西科尔斯基的公文包，克拉布随后在1956年潜近到来的苏联战舰时，莫名其妙地失踪了。因为2000年代波兰阴谋论流行，认为西科尔斯基在飞机起飞前被人投毒，于是2008年11月25日，西科尔斯基的遗体从克拉科夫瓦维尔主教座堂挖出，以调查他的死因。调查人员得出结论，西科尔斯基在飞机坠机时遇难，无迹象表明他因被人投毒、窒息或中弹而死。

## 著作
西科尔斯基将军也是活跃的战术作家，他的著作中体现了他个人的战争经历。他的著作包括：
- Regulamin musztry Związku Strzeleckiego i elementarna taktyka piechoty （《射击同盟操练守则与基本步兵战术》），1911年.
- Nad Wisłą i Wkrą. Studium do polsko–radzieckiej wojny 1920 roku （《在维斯瓦河和弗克拉河：1920年波苏战争研究》），1923年；1991年华沙最后一次出版
- O polską politykę państwową. Umowy i deklaracje z okresu pełnienia urzędu prezesa Rady Ministrów 18 XII 1922 - 26 V 1923 （《波兰国策：我在任总理期间的协议与声明，1922年12月18日至1923年5月26日》），1923年
- Podstawy organizacji naczelnych władz wojskowych w Polsce （《波兰最高军事当局的基本结构》），1923年
- Polesie jako węzeł strategiczny wschodniego frontu （《东线战略要点波里希》），1924年
- La campagne polono-russe de 1920 （法语：《1920年波苏战争》），1928年
- Generał Władysław Sikorski: Publicystyka generała Władysława Sikorskiego na łamach Kuriera Warszawskiego w latach 1928–1939 （《瓦迪斯瓦夫·西科尔斯基将军：华沙信使的瓦迪斯瓦夫·西科尔斯基将军文章，1928年-1939年》），Oficyna Wydawnicza Aspra, 1999年, ISBN 978-83-908937-3-0.
- Polska i Francja w przeszłości i w dobie współczesnej （《过去与现在的波兰和法国》），1931年
- Przyszła wojna– jej możliwości i charakter oraz związane z nimi zagadnienia obrony kraju （《未来战争：其可能性、角色、与国防相关的问题》），1934年；1934年译为法语，1943年译为英语；1972年华沙最后一次出版

## 进阶阅读
- Generał Sikorski, premier, naczelny wodz，伦敦，波兰学会和西科尔斯基博物馆，1981年，ISBN 978-0-902508-09-5.
- Irving, David，Accident: the Death of General Sikorski，1967年， ISBN 978-0-7183-0420-1.
- Peszke, Michael Alfred, The Polish Underground Army, the Western Allies, and the Failure of Strategic Unity in World War II，McFarland & Company, 2005年.
- Terry, Sarah Meiklejohn, Poland's Place in Europe: General Sikorski and the Origin of the Oder-Neisse Line, 1939–1943, Princeton University Press, 1983年, ISBN 978-0-691-07643-0.
- Waszak, Leon, and P. Lang, "Agreement in Principle: the Wartime Partnership of General Wladyslaw Sikorski and Winston Churchill," Studies in Modern European History, 第20卷, 1996年4月, ISBN 978-0-8204-2849-9
- Dead Men's Secrets the Mysterious Death of General Sikorski, The History Channel DVD, ASIN: B0007V0YCQ